# Исламский джамаат салафи
Исламский джамаат салафи, также Исламский батальон (джамаат) ЧРИ (англ. Islamic salafi jamaat) — религиозно-военизированная организация чеченских салафитов. Создана шейхом Али Фатхи аш-Шишани в 1994 году.

## История
Исламский джамаат салафи был образован в Урус-Мартане 1994 году во время первой чеченской войны иорданскими чеченцами шейхом Али Фатхи аш-Шишани и шейхом Абдурахманом Шишани, известным также под псевдонимом Абдурахман аз-Зарки.
Джамаат салафи сыграл значительную роль в распространении салафизма (т.н. ваххабизма) в Чеченской Республике в годы первой войны и в межвоенный период и принимал участие в первой и второй чеченских войнах и во вторжении в Дагестан. Формирование состояло в основном из чеченцев, прибывших на войну в Чечню с Ближнего Востока, а также из местных чеченцев.
Первым амиром был шейх Али Фатхи, который умер или был отравлен в 1997 году; после его смерти, с 1998 года, во главе джамаата стоял шейх Абдурахман, который погиб при  выходе из Грозного в 2000 году; после смерти второго роль амира взял на себя местный чеченец Умар Татаев (амир Дауд). Также одним из амиров являлся гражданин Иордании чеченского происхождения Гариб Шишани.
В настоящее время амиром джамаата называет себя Абубакар Эльмурадов.

## Амиры
- Шейх Али Фатхи аш-Шишани (1994—1997)[11]
- Шейх Абдурахман Шишани (1997—2000)[4][5][7][11]
- Гариб Шишани (2000)[4]
- Умар Татаев - амир Дауд (с 2000—?)